# Artemis-egyezmények

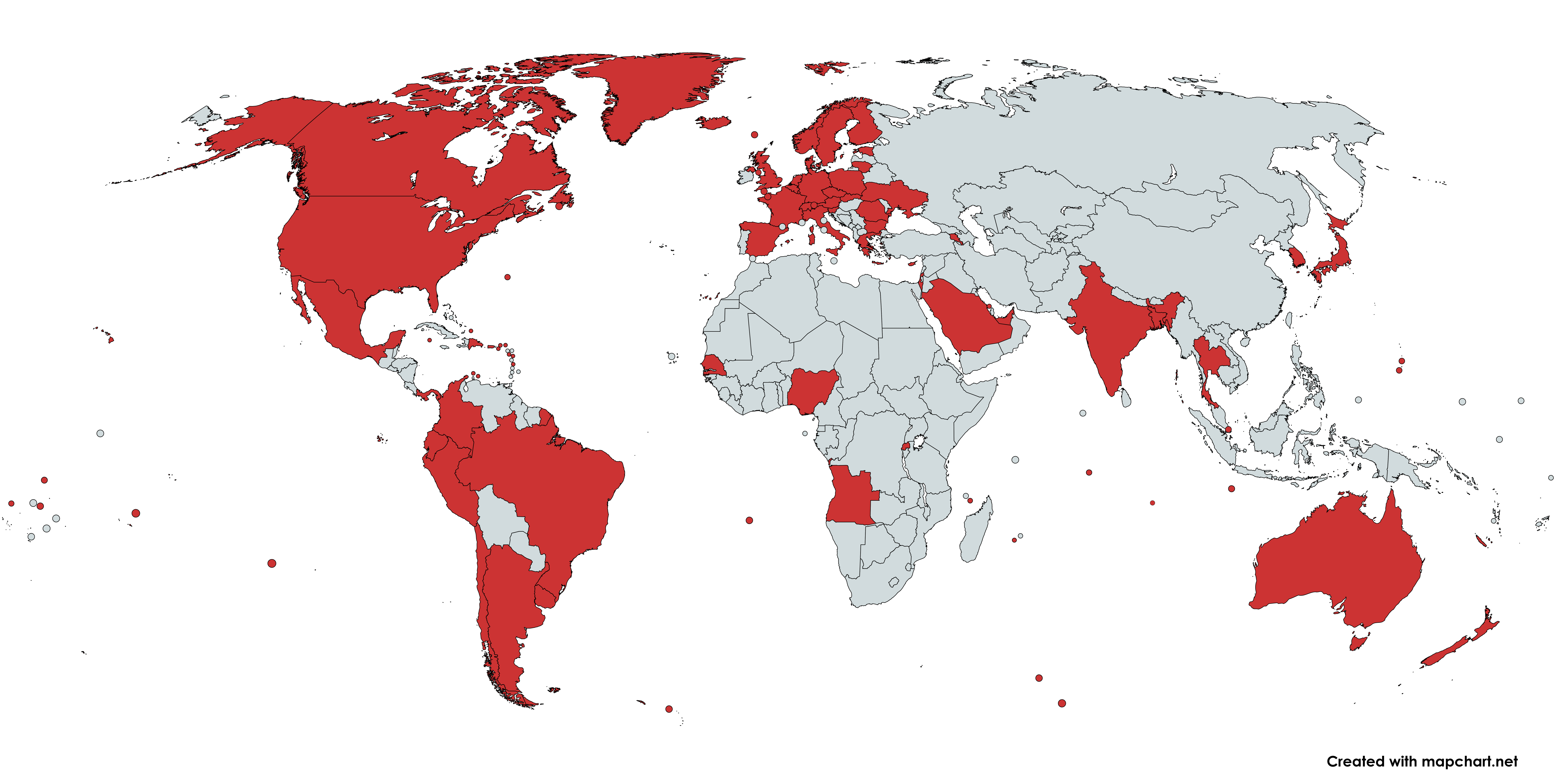
Az egyezményt aláíró országok

Az Artemis-egyezmények olyan országok közötti megegyezések, akik részt vesznek az Artemis-program kivitelezésében, aminek célja az emberek visszajuttatása a Holdra 2025-ig, majd a Mars és a távolabbi égitestek kutatása. 2023. június 5-ig huszonöt ország és egy terület írta alá az egyezményt, ezek közül tíz európai, hét ázsiai, három észak-amerikai, két óceániai, két afrikai és két dél-amerikai.
A NASA és az Egyesült Államok Külügyminisztériuma írta meg, az egyezmények felvázolják a Hold, a Mars és más égitestek közös és békés felhasználását és kutatásukban való közreműködést. Az 1967-es Outer Space Treaty alapján van felépítve, amit az aláíróinak kötelességük betartani.
Az egyezményt 2020. október 13-án írták alá nyolc ország űrügynökségei képviselői (Ausztrália, Egyesült Arab Emírségek, Egyesült Államok, Egyesült Királyság, Japán, Kanada, Luxemburg, Olaszország), akikhez később csatlakozott Ukrajna, Dél-Korea, Új-Zéland, Brazília, Lengyelország, Mexikó, Izrael, Románia, Bahrein, Szingapúr, Kolumbia, Franciaország, Szaúd-Arábia, Ruanda, Nigéria, Csehország, Spanyolország, India, Hollandia, Németország, Argentína, Ecuador, Izland, Angola, Svédország, Szlovénia, Litvánia, Peru, Szlovákia, Örményország, Észtország, a Dominikai Köztársaság és Chile. A NASA ettől függetlenül továbbra is várja újabb országok csatlakozását. Az aláíróknak nem kötelességük részt venni a programban, elég, ha csak elismerik a benne leírt szabályokat az űrkutatásra.
Ez a dokumentum az első, ami figyelembe veszi a történelmi jelentőségű emberi aktivitás védelmét a világűrben. Méltatták azért is, hogy kiemelt fontosságot helyezett a békés együttműködésre. Mindezek ellenére sokan kritizálták az egyezményt, főleg Kína és Oroszország, kiknek vezetői szerint az Egyesült Államok túlságosan önmagát helyezte a középpontba. Az Outer Sapce Treaty felhasználást is kritizálták szakértők, azt mondva, hogy ha sokan aláírják az Artemis-egyezményeket, akkor az 1967-es szerződés ezen, új (amerikai központú) értelmezése lenne elfogadott, az eredeti nyelvhasználat helyett.

## Országok listája
- Angola
- Ausztria
- Ausztrália
- Argentína
- Bahrein
- Brazília
- Chile
- Csehország
- Dél-Korea
- Dominikai Köztársaság
- Egyesült Államok
- Egyesült Arab Emírségek
- Egyesült Királyság
- Ecuador
- Észtország
- Franciaország
- Hollandia
- India
- Izland
- Izrael
- Japán
- Kanada
- Kolumbia
- Lengyelország
- Litvánia
- Luxemburg
- Man sziget
- Mexikó
- Németország
- Nigéria
- Olaszország
- Örményország
- Panama
- Peru
- Románia
- Ruanda
- Spanyolország
- Svédország
- Szaúd-Arábia
- Szingapúr
- Szlovákia
- Szlovénia
- Ukrajna
- Új-Zéland

## Intézkedések
- Az aláíró felek megerősítik, hogy bármilyen együttműködés ezen egyezmények alulírottjai között csak békés céllal születik és nemzetközi jognak megfelelően lesz lefolytatva.
- Az aláíró felek elkötelezik magukat a felfedezett tudományos adatok és információ megosztásához, az Outer Space Treaty tizenegyedik cikkelye szerint.
- Az aláíró felek elkötelezik magukat megfelelő szabványok létrehozása és betartása mellett az űrben épített infrastruktúrával kapcsolatban, illetve létrehoznak újakat, mikor az nem létezik.
- Ahogy az az 1958-as Rescue and Return Agreementben is fel volt tünetevve, minden alulírottnak kötelessége segíteni bármilyen, a világűrben vészhelyzetbe került személyt.
- Az aláíró felek elfogadják felelősségüket az űrbe indított szondák és más objektumok regisztrálására.
- Az aláíró felek elkötelezik magukat, hogy aktivitásukat nyilvánosságra hozzák és megosztják az azon keresztül szerzett tudományos adatokat. Ezek mellett a felek együttműködnek egymással, hogy megvédjenek esetleges szabadalmazott, titkosított vagy bizalmas információt. Ez az intézkedés nem vonatkozik magáncégekre, azzal a kivétellel, ha a cég az egyik alulírottat képviselve végzi kutatásait.
- Az aláíró felek megegyeznek, hogy fenntartanak bármilyen történelmi jelentőségű helyszínt, mint emberi vagy robotok leszállóhelyeit égitesteken, tárgyakat, űrhajókat vagy más fontos emberi tevékenységre utaló nyomokat, illetve közreműködnek nemzetközi partnereikkel, hogy ezen intézkedés kivitelezéséhez szabályokat hozzanak létre.
- Az aláíró felek elkötelezik magukat, hogy bármilyen űrbéli erőforrás felhasználását az Outer Space Treaty szabályai szerint folytatják, biztonságosan és fenntarthatóan. Az 1967-es egyezményhez hasonlóan kiemeli, hogy az űr semmilyen része nem vonható egyetlen állam szuverenitása alá sem. Ettől függetlenül további szabályokat terveznek létrehozni ezzel a témával kapcsolatban.
- Az aláíró felek ismét elkötelezik magukat az Outer Space Treaty intézkedései mellett. Az egyezmény létrehoz bizonyos biztonsági zónákat, amiken belül egy nemzet nem zavarhatja meg egy másik kutatásait engedély nélkül, vagy amiken belül két egyszerre folytatott kutatás megzavarhatná egymást és kárt tehetne a tudományos információ megszerzésében. Mindezek ellenére egy alulírott se teheti magáévá egy égitest semmilyen területét, mivel az megszegné a Outer Space Treaty intézkedéseit.
- Az aláíró felek elkötelezik magukat a létező űrszemét mennyiségének csökkentése mellett, illetve korlátozzák a kutatásaik alatt létrejött új űrszemét mennyiségét.